# ウロラ川
ウロラ川（ウロラがわ、スペイン語: Río Urola, バスク語: Urola ibaia）は、スペイン・バスク州ギプスコア県を流れる河川。ユーラシア大陸西端部のイベリア半島の付け根付近を流れる。全長は約60km。カンタブリア山脈の一部のバスク山脈に源流を持ち、そこから概ね北へと流れて大西洋の一部であるビスケー湾に流れ込んでいる。

## ウロラ川水系
ウロラ川水系の主な河川は、河口側から次の通りである。
- ウロラ川
  - アロア川 （バスク語: Arroaerreka）
  - グラナダ川 （バスク語: Granadaerreka）
  - イバイエデル川 （バスク語: Ibai-Eder）[3]
    - エレシル川 （バスク語: Errezil）
    - アラツ川 （バスク語: Aratzerreka）

## 流域

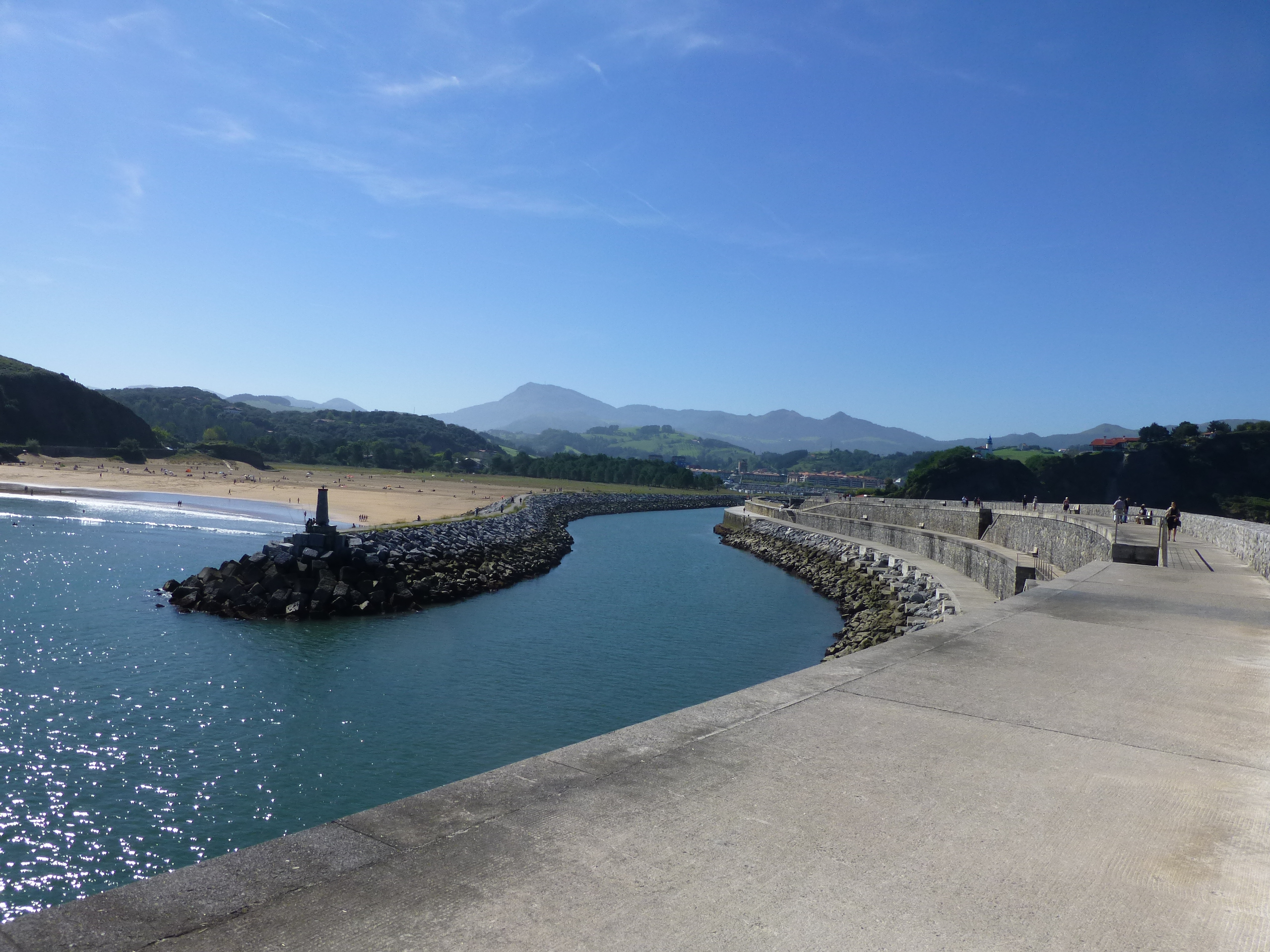
ウロラ川の河口とビスケー湾

ウロラ川は、スペイン北部のバスク州ギプスコア県を、ほぼ南から北へと流れる河川である。バスク地方のギプスコア地方をほぼ南から北へと流れる河川とも説明できる。ウロラ川の流路長は約64.5 kmで、流域面積は337.47 km2である。ウロラ川沿いには上流から順に、レガスピ、スマラガ、ウレチュ、アスコイティア、アスペイティア、アイサルナサバル、セストア、スマイアなどの町が形成されている。
ほぼ真北へと流れていたウロラ川は、レガスピの先でイリモ山を東に迂回するような流路をとっており、ウロラ川がイリモ山を東に大きく迂回した所に形成された町がスマラガとウレチュである。その後もイリモ山を回り込むように今度は北西方向へと少しの間流れた後、再び北へと流れる。アスペイティアでは支流のイバイエデル川を集める。1991年にはイバル川がイバイエデル川に合流する地点にイバイエデル湖が作られた。イバイエデル川の支流であるエレシル川は東から西に流れる河川であり、その浸食作用によって東西方向に谷を形成している。エレシル川の流域には、アスペイティアから約10kmの位置にエレシルという自治体がある。
イバイエデル川との合流後、ウロラ川はショショテ山の東側を北へと流れる。同じくウロラ川の主要な支流のグラナダ川が合流してくる付近に形成されたのが、アイサルナサバルの町。スマイアの町は、ウロラ川の河口部に形成された町である。河口における平均流量は7.97 (m3/s)である。

### 滝

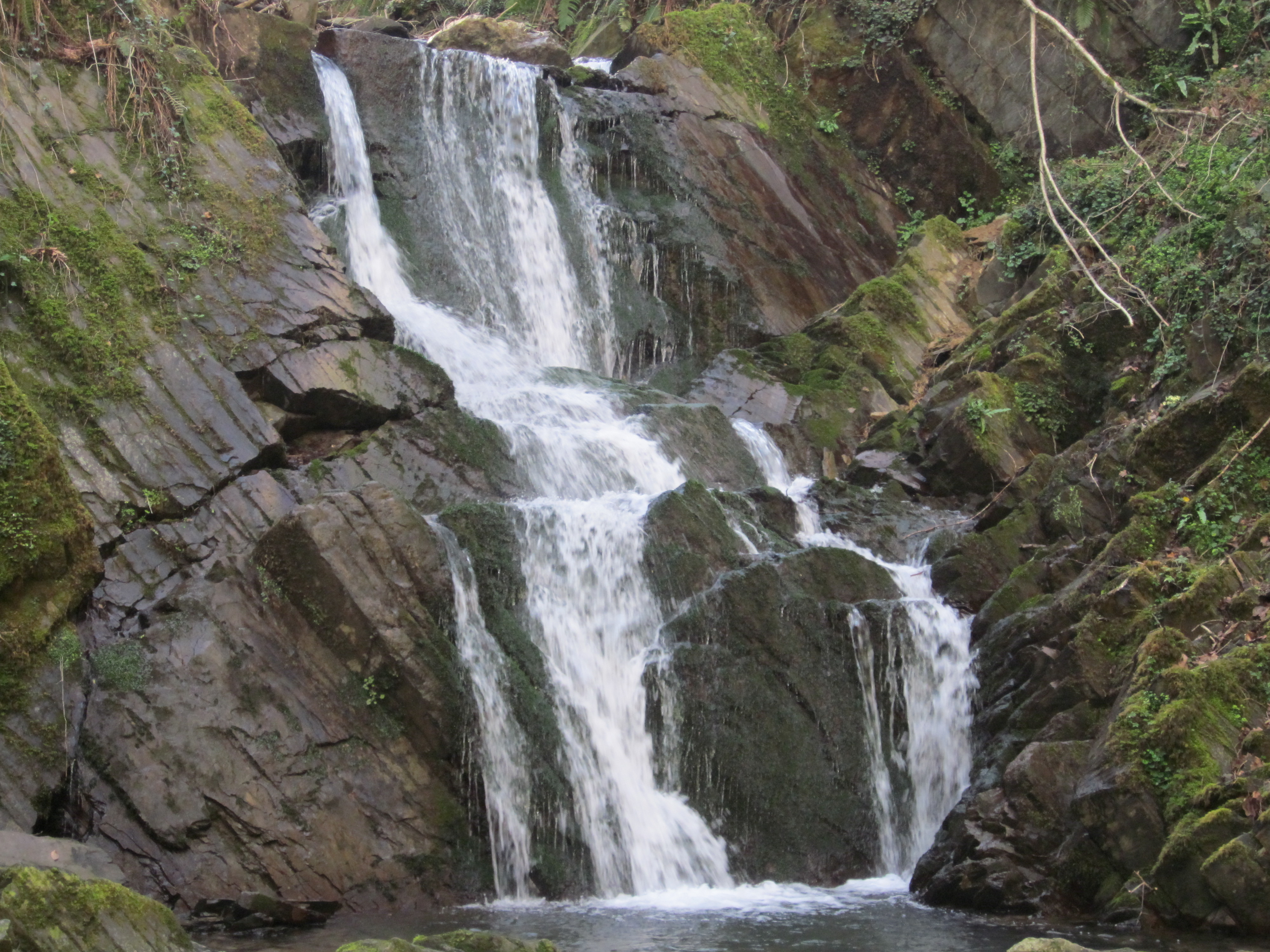
サスタラインの滝とも呼ばれるアギレタ滝

ウロラ川の中流域、ちょうどセストアの町が形成されている付近を西から東に流れている支流のサスタライン川（バスク語: Zastarrain Erreka）の近くにサスタラインの滝が存在する。この滝はアギレタ滝（Agireta）とも呼ばれる。

## 鉄道

### ウロラ鉄道
ウロラ川が流れるウロラ谷には、1926年から1986年までウロラ鉄道（スペイン語: Ferrocarril del Urola, バスク語: Urolako trena）と言う狭軌の鉄道が走っていた。ウロラ鉄道は内陸部のスマラガとカンタブリア海沿岸のスマイアを結ぶ路線であり、両端でレンフェ（スペイン国鉄）やバスク鉄道の路線と接続していた。路線長は34.4kmであり、15駅間を約70分で走行していた。廃線後も、アスペイティアから下流側のラサオ（Lasao）までの間の約5 kmの区間は保存鉄道として蒸気機関車が運行されており、アスペイティア駅にはバスク鉄道博物館（Museo Vasco del Ferrocarril）が設置されている。これに対して、アスペイティアから上流側へも伸びていた線路の跡は、遊歩道として整備されている。

### セルカニアス サン・セバスティアン
ウロラ川のスマラガよりも上流側には、セルカニアス サン・セバスティアンが運行されている。この路線はスマラガ駅よりもわずかに下流側で、それまでウロラ川へと向かっていた路線がカーブしてウロラ川の右岸に接する。スマラガ駅よりも先はウロラ川の流路に沿うように路線が設置されており、ウロラ川の最上流部、ちょうどバレンディオラ川がウロラ川へと合流してくる付近に設置されているブリンコラ駅よりも、少し上流側までウロラ川の流路と路線とが併走している。なお、その先はトンネルでウロラ川流域から外れてゆく。

## 生物相
ウロラ川やその支流にはブラウントラウトが生息している。

## 名称
この川の名称の「Urola」という語は、2つのバスク語の単語が合わさったものである。バスク語において「Ur」とは水を意味する単語であり、「Ola」とは工場などを意味する単語である。中世にウロラ川の流域には、水車を動力とした機械が見られた。